# کمپ شرمن (اورگن)
کمپ شرمن (به انگلیسی: Camp Sherman) یک منطقهٔ مسکونی در ایالات متحده آمریکا است که در شهرستان جفرسون، اورگن واقع شده‌است. کمپ شرمن ۹۰۳٫۱۳ متر بالاتر از سطح دریا واقع شده‌است.